# Списак градоначелника Београда
Списак градоначелника Београда садржи имена досадашњих председника Београдске општине, управитеља Управе града Београда, председника Народног одбора и Скупштине града Београда и градоначелника Београда, од 1839. до данас.

## 1839 — 1929.
1. Јован Герман 13.7.1839—22.11.1839.[1]
2. Илија Чарапић 22.11.1839—27.5.1840.[2]
3. Милош Богићевић 28.5.1840—24.9.1840.[3]
4. Младен Жујовић 25.9.1840—до краја 1841.[3]
5. Стојан Делимирковић 1855.[3]
6. Марко Стојковић 1861—1862.[3]
7. Јован Смиљанић 1865—1866.[3]
8. Глигорије Јовановић 1866.[3]
9. Михаило Терзибашић 6.9.1866—14.9.1867.[3]
10. Јован Николић-Чокојић 14.9.1867—1868.[3]
11. Василије Ивановић 1868.[3]
12. Аћим Чумић неколико месеци 1869.[3]
13. Арса Лукић 27.12.1869—април 1871.[3]
14. Алекса Ђурић 10.6.1871—31.12.1872.[3]
15. Димитрије Поповић 30.3.1872—август 1878.[3]
16. Алекса Стевановић август 1878—октобар 1879.[3]
17. Живко Карабиберовић октобар 1879—1.8.1884.[3]
18. Владан Ђорђевић 1.8.1884—10.8.1885.[3]
19. Михаило Богићевић 4.4.1886—4.2.1887.[3]
20. Светомир Николајевић 7.3.1887—1.9.1887.[3]
21. Живко Карабиберовић, 2. пут, 1.9.1887—30.12.1889.[3]
22. Никола Пашић 30.12.1889—14.1.1891.[3][4]
23. Милован Маринковић 26.5.1891—22.11.1892.[3]
24. Петар Татић 23.11.1892—2.4.1893.[3]
25. Милован Маринковић, 2. пут, 6.4.1893—12.5.1894.[3]
26. Михаило Богићевић, 2. пут, 14.5.1894—8.11.1896.[3]
27. Никола Стевановић 5.12.1896—31.12.1896.[3]
28. Никола Пашић, 2. пут, 10.1.1897—13.11.1897.[3]
29. Никола Стевановић, 2. пут, 13.11.1897—14.11.1899.[3]
30. Антоније Пантовић 20.11.1899—13.4.1901.[3]
31. Милован Маринковић, 3. пут, 28.5.1901—6.11.1902.[3]
32. Никола Стаменковић 28.3.1903—11.8.1903.[3]

| председници Београдске општине | председници Београдске општине | председници Београдске општине   | председници Београдске општине | председници Београдске општине | председници Београдске општине | председници Београдске општине   |
| рб                             | портрет                        | име и презиме (рођен—умро)       | почетак                        | крај                           | трајање мандата                | политичка партија                |
| ------------------------------ | ------------------------------ | -------------------------------- | ------------------------------ | ------------------------------ | ------------------------------ | -------------------------------- |
|                                |                                | Коста Главинић (1858—1939)       | 20. август 1903.               | 20. новембар 1907.             | 4 године, 92 дана              | Самостална радикална странка     |
|                                |                                | Велислав Вуловић (1865—1931)     | 1. јануар 1908.                | 10. октобар 1909.              | 1 година, 282 дана             | Народна радикална странка        |
|                                |                                | Коста Главинић (1858—1939)       | 11. април 1910.                | 21. септембар 1910.            | 163 дана                       | Самостална радикална странка     |
|                                |                                | Љубомир Давидовић (1863—1940)    | 24. октобар 1910.              | 19. јануар 1914.               | 3 године, 87 дана              | Самостална радикална странка     |
|                                |                                | Ђорђе Несторовић (1864—1935)     | 1. фебруар 1914.               | ?                              |                                | Народна радикална странка        |
|                                |                                | Михаило Марјановић (1871—1925)   | јануар 1919.                   | 9. новембар 1919.              | 0 година                       | Народна радикална странка        |
|                                |                                | Коста Јовановић в.д. (1875—1930) | 9. новембар 1919.              | 25. август 1920.               | 290 дана                       | Демократска странка              |
|                                |                                | Филип Филиповић (1878—1938)      | 25. август 1920.               | 25. август 1920.               | 0 дана                         | Комунистичка партија Југославије |
|                                |                                | Ђока Кара-Јовановић (1870—?)     | 2. септембар 1920.             | 3. март 1921.                  | 182 дана                       | Народна радикална странка        |
|                                |                                | Добра Митровић (1886—1923)       | 9. март 1921.                  | 12. март 1923.                 | 2 године, 3 дана               | Народна радикална странка        |
|                                |                                | Михаило Марјановић (1871—1925)   | 22. август 1923.               | 6. јануар 1925.                | 1 година, 137 дана             | Народна радикална странка        |
|                                |                                | Коста Кумануди (1874—1962)       | 22. август 1926                | 18. фебруар 1929.              | 2 године, 180 дана             | Демократска странка              |

## 1929 — 1944.
| управитељи града Београда | управитељи града Београда | управитељи града Београда      | управитељи града Београда | управитељи града Београда | управитељи града Београда | управитељи града Београда |
| рб                        | портрет                   | име и презиме (рођен—умро)     | почетак                   | крај                      | трајање мандата           | политичка партија         |
| ------------------------- | ------------------------- | ------------------------------ | ------------------------- | ------------------------- | ------------------------- | ------------------------- |
|                           |                           | Милош Савчић (1865—1941)       | 18. фебруар 1929.         | 23. мај 1930.             | 1 година, 94 дана         | Независан                 |
|                           |                           | Милан Нешић (1886—1970)        | 23. мај 1930.             | 12. мај 1932.             | 1 година, 355 дана        | Независан                 |
|                           |                           | Милутин Петровић               | 12. мај 1932.             | 5. јануар 1935.           | 2 године, 238 дана        | Независан                 |
|                           |                           | Влада Илић (1882—1952)         | 10. јануар 1935.          | 13. септембар 1939.       | 4 године, 246 дана        | Независан                 |
|                           |                           | Војин Ђуричић                  | 13. септембар 1939.       | 20. јун 1940.             | 281 дан                   | Независан                 |
|                           |                           | Јеврем Томић                   | 20. јун 1940.             | 12. април 1941.           | 296 дана                  | Независан                 |
|                           |                           | Иван Милићевић                 | 12. април 1941.           | 19. јун 1941.             | 68 дана                   | Независан                 |
|                           |                           | Милосав Стојадиновић           | 19. јун 1941.             | 29. август 1941.          | 71 дан                    | Независан                 |
|                           |                           | Драгомир Јовановић (1902—1946) | 29. август 1941.          | 3. октобар 1944.          | 3 године, 35 дана         | Независан                 |

## 1944 — 1963.
| председници Извршног одбора Народног одбора Београда / председници Народног одбора града Београда | председници Извршног одбора Народног одбора Београда / председници Народног одбора града Београда | председници Извршног одбора Народног одбора Београда / председници Народног одбора града Београда | председници Извршног одбора Народног одбора Београда / председници Народног одбора града Београда | председници Извршног одбора Народног одбора Београда / председници Народног одбора града Београда | председници Извршног одбора Народног одбора Београда / председници Народног одбора града Београда | председници Извршног одбора Народног одбора Београда / председници Народног одбора града Београда | председници Извршног одбора Народног одбора Београда / председници Народног одбора града Београда |
| избори                                                                                            | рб                                                                                                | портрет                                                                                           | име и презиме (рођен—умро)                                                                        | почетак                                                                                           | крај                                                                                              | трајање мандата                                                                                   | политичка партија                                                                                 |
| ------------------------------------------------------------------------------------------------- | ------------------------------------------------------------------------------------------------- | ------------------------------------------------------------------------------------------------- | ------------------------------------------------------------------------------------------------- | ------------------------------------------------------------------------------------------------- | ------------------------------------------------------------------------------------------------- | ------------------------------------------------------------------------------------------------- | ------------------------------------------------------------------------------------------------- |
| —                                                                                                 | 1                                                                                                 |                                                                                                   | Михајло Ратковић (?—1953)                                                                         | 26. октобар 1944.                                                                                 | 18. април 1945.                                                                                   | 2 године, 336 дана                                                                                | Комунистичка партија Југославије Комунистичка партија Србије                                      |
| —                                                                                                 | 1                                                                                                 | 18. април 1945.                                                                                   | Михајло Ратковић (?—1953)                                                                         | 27. септембар 1946.                                                                               |                                                                                                   | 2 године, 336 дана                                                                                | Комунистичка партија Југославије Комунистичка партија Србије                                      |
| —                                                                                                 | 2                                                                                                 |                                                                                                   | Нинко Петровић (1896—1981)                                                                        | 27. септембар 1946.                                                                               | 19. мај 1947.                                                                                     | 6 година, 233 дана                                                                                | Комунистичка партија Југославије Комунистичка партија Србије                                      |
| 27.4.1947.                                                                                        | 2                                                                                                 | 19. мај 1947.                                                                                     | Нинко Петровић (1896—1981)                                                                        | 29. јун 1950.                                                                                     |                                                                                                   | 6 година, 233 дана                                                                                | Комунистичка партија Југославије Комунистичка партија Србије                                      |
| 28.5.1950.                                                                                        | 2                                                                                                 | 29. јун 1950.                                                                                     | Нинко Петровић (1896—1981)                                                                        | 18. мај 1951.                                                                                     |                                                                                                   | 6 година, 233 дана                                                                                | Комунистичка партија Југославије Комунистичка партија Србије                                      |
| 28.5.1950.                                                                                        | 3                                                                                                 |                                                                                                   | Ђурица Јојкић (1914—1981)                                                                         | 18. мај 1951.                                                                                     | 1953.                                                                                             | 4—5 година                                                                                        | Савез комуниста Југославије Савез комуниста Србије                                                |
| 1953.                                                                                             | 3                                                                                                 | 1953.                                                                                             | Ђурица Јојкић (1914—1981)                                                                         | фебруар 1955.                                                                                     |                                                                                                   | 4—5 година                                                                                        | Савез комуниста Југославије Савез комуниста Србије                                                |
| 1953.                                                                                             | 4                                                                                                 |                                                                                                   | Милош Минић (1914—2003)                                                                           | фебруар 1955.                                                                                     | 8. април 1957.                                                                                    | 0—1 година                                                                                        | Савез комуниста Југославије Савез комуниста Србије                                                |
| 1953.                                                                                             | 5                                                                                                 |                                                                                                   | Ђурица Јојкић (1914—1981)                                                                         | 8. април 1957.                                                                                    | 3. децембар 1957.                                                                                 | 4 године, 48 дана                                                                                 | Савез комуниста Југославије Савез комуниста Србије                                                |
| 27.10.1957.                                                                                       | 5                                                                                                 | 3. децембар 1957.                                                                                 | Ђурица Јојкић (1914—1981)                                                                         | 26. мај 1961.                                                                                     |                                                                                                   | 4 године, 48 дана                                                                                 | Савез комуниста Југославије Савез комуниста Србије                                                |
| 27.10.1957.                                                                                       | 6                                                                                                 |                                                                                                   | Милијан Неоричић (1922—2014)                                                                      | 26. мај 1961.                                                                                     | 14. јун 1963.                                                                                     | 2 године, 19 дана                                                                                 | Савез комуниста Југославије Савез комуниста Србије                                                |

## 1963 — 2004.
| председници Скупштине града Београда | председници Скупштине града Београда | председници Скупштине града Београда | председници Скупштине града Београда | председници Скупштине града Београда | председници Скупштине града Београда | председници Скупштине града Београда | председници Скупштине града Београда   | председници Скупштине града Београда                    | председници Скупштине града Београда |
| сазив и избори                       | рб                                   | портрет                              | име и презиме (рођен—умро)           | почетак                              | крај                                 | трајање мандата                      | напомена                               | политичка партија                                       |                                      |
| ------------------------------------ | ------------------------------------ | ------------------------------------ | ------------------------------------ | ------------------------------------ | ------------------------------------ | ------------------------------------ | -------------------------------------- | ------------------------------------------------------- | ------------------------------------ |
| 1. 1963—1965. (24. и 26.5.1963)      | 1                                    |                                      | Милијан Неоричић (1922—2014)         | 14. јун 1963.                        | 15. април 1965.                      | 1 година, 305 дана                   |                                        | Савез комуниста Југославије Савез комуниста Србије      |                                      |
| 2. 1965—1967. (1965)                 | 2                                    |                                      | Бранко Пешић (1922—1986)             | 15. април 1965.                      | 11. мај 1967.                        | 9 година, 14 дана                    |                                        | Савез комуниста Југославије Савез комуниста Србије      |                                      |
| 3. 1967—1969. (1967)                 | 2                                    | 11. мај 1967.                        | Бранко Пешић (1922—1986)             | 5. мај 1969.                         |                                      | 9 година, 14 дана                    |                                        | Савез комуниста Југославије Савез комуниста Србије      |                                      |
| 4. 1969—1974. (1969)                 | 2                                    | 5. мај 1969.                         | Бранко Пешић (1922—1986)             | 29. април 1974.                      |                                      | 9 година, 14 дана                    |                                        | Савез комуниста Југославије Савез комуниста Србије      |                                      |
| 5. 1974—1978. (1974)                 | 3                                    |                                      | Живорад Ковачевић (1930—2011)        | 29. април 1974.                      | 27. април 1978.                      | 8 година, 0 дана                     |                                        | Савез комуниста Југославије Савез комуниста Србије      |                                      |
| 6. 1978—1982. (1978)                 | 3                                    | 27. април 1978.                      | Живорад Ковачевић (1930—2011)        | 29. април 1982.                      |                                      | 8 година, 0 дана                     |                                        | Савез комуниста Југославије Савез комуниста Србије      |                                      |
| 7. 1982—1984. (1982)                 | 4                                    |                                      | Богдан Богдановић (1922—2010)        | 29. април 1982.                      | 26. април 1984.                      | 4 године, 0 дана                     |                                        | Савез комуниста Југославије Савез комуниста Србије      |                                      |
| 7. 1982—1984. (1982)                 | 4                                    | 26. април 1984.                      | Богдан Богдановић (1922—2010)        | 29. април 1986.                      |                                      | 4 године, 0 дана                     |                                        | Савез комуниста Југославије Савез комуниста Србије      |                                      |
| 8. 1986—1989. (1986)                 | 5                                    |                                      | Александар Бакочевић (1928—2007)     | 29. април 1986.                      | 4. децембар 1989.                    | 3 године, 219 дана                   |                                        | Савез комуниста Југославије Савез комуниста Србије      |                                      |
| 9. 1989—1992. (10. и 12.11.1989)     | 6                                    |                                      | Милорад Унковић (1945—2013)          | 4. децембар 1989.                    | 2. јул 1992.                         | 2 године, 181 дан                    |                                        | Савез комуниста Србије Социјалистичка партија Србије    |                                      |
| 10. 1992—1993. (31.5.1992)           | 7                                    |                                      | Слободанка Груден (рођенa 1940)      | 2. јул 1992.                         | 4. фебруар 1993.                     | 1 година, 356 дана                   |                                        | Социјалистичка партија Србије                           |                                      |
| 11. 1993—1996. (20.12.1992)          | 7                                    | 4. фебруар 1993.                     | Слободанка Груден (рођенa 1940)      | 22. јун 1994.                        | поднела оставку                      | 1 година, 356 дана                   |                                        | Социјалистичка партија Србије                           |                                      |
| 11. 1993—1996. (20.12.1992)          | 8                                    |                                      | Небојша Човић (рођен 1958)           | 23. јун 1994.                        | 21. фебруар 1997.                    | 2 године, 243 дана                   |                                        | Социјалистичка партија Србије                           |                                      |
| 12. 1996—2000. (3.11.1996)           | 9                                    |                                      | Зоран Ђинђић (1952—2003)             | 21. фебруар 1997.                    | 30. септембар 1997.                  | 221 дан                              | смењен                                 | Коалиција Заједно Демократска странка                   |                                      |
| 12. 1996—2000. (3.11.1996)           | /                                    |                                      | Милан Божић (рођен 1952)             | 30. септембар 1997.                  | 22. јануар 1999.                     | 1 година, 114 дана                   | в.д. као потпредседник Скупштине града | Српски покрет обнове                                    |                                      |
| 12. 1996—2000. (3.11.1996)           | 10                                   |                                      | Војислав Михаиловић (рођен 1951)     | 22. јануар 1999.                     | 5. октобар 2000.                     | 1 година, 257 дана                   |                                        | Српски покрет обнове                                    |                                      |
| 13. 2000—2004. (24.9.2000)           | 11                                   |                                      | Милан Ст. Протић (рођен 1957)        | 5. октобар 2000.                     | 21. фебруар 2001.                    | 139 дана                             | поднео оставку                         | Демократска опозиција Србије Нова Србија                |                                      |
| 13. 2000—2004. (24.9.2000)           | /                                    |                                      | Драган Јочић (рођен 1960)            | 21. фебруар 2001.                    | 1. јун 2001                          | 100 дана                             | в.д. као потпредседник Скупштине града | Демократска опозиција Србије Демократска странка Србије |                                      |
| 13. 2000—2004. (24.9.2000)           | 12                                   |                                      | Радмила Хрустановић (рођена 1952)    | 1. јун 2001.                         | 7. октобар 2004.                     | 3 године, 128 дана                   |                                        | Демократска опозиција Србије Грађански савез Србије     |                                      |

## 2004 — данас
| градоначелници Београда           | градоначелници Београда | градоначелници Београда | градоначелници Београда         | градоначелници Београда | градоначелници Београда             | градоначелници Београда                      | градоначелници Београда                      | градоначелници Београда                | градоначелници Београда             |
| сазив и избори                    | рб                      | портрет                 | име и презиме (рођен—умро)      | почетак                 | крај                                | трајање мандата                              | напомена                                     | политичка партија                      | политичка подршка                   |
| --------------------------------- | ----------------------- | ----------------------- | ------------------------------- | ----------------------- | ----------------------------------- | -------------------------------------------- | -------------------------------------------- | -------------------------------------- | ----------------------------------- |
| 1. 2004—2008. (19.9. и 3.10.2004) | 1                       |                         | Ненад Богдановић (1954—2007)    | 7. октобар 2004.        | 27. септембар 2007.                 | 2 године, 355 дана                           | преминуо                                     | ДС                                     | ДСС, ДС и Г17 плус                  |
| 1. 2004—2008. (19.9. и 3.10.2004) | /                       |                         | Зоран Алимпић (рођен 1965)      | 8. октобар 2007.        | 21. јул 2008.                       | 287 дана                                     | в.д. као председник Скупштине града          | ДС                                     | ДСС, ДС и Г17 плус                  |
| 2. 2008—2012. (11.5.2008)         | /                       |                         | Бранислав Белић (1932—2016)     | 21. јул 2008.           | 19. август 2008.                    | 29 дана                                      | в.д. као председник Скупштине града          | ДС                                     | За европски Београд, СПС—ПУПС и ЛДП |
| 2. 2008—2012. (11.5.2008)         | 3                       |                         | Драган Ђилас (рођен 1967)       | 19. август 2008.        | 13. јун 2012.                       | 5 година, 36 дана                            | смењен                                       | ДС                                     | За европски Београд, СПС—ПУПС и ЛДП |
| 3. 2012—2014. (6.5.2012)          | 3                       | 13. јун 2012.           | Драган Ђилас (рођен 1967)       | 29. септембар 2013.     | Избор за бољи Београд и СПС—ПУПС—ЈС | 5 година, 36 дана                            | смењен                                       | ДС                                     |                                     |
| 3. 2012—2014. (6.5.2012)          | /                       |                         | Зоран Алимпић (рођен 1965)      | 29. септембар 2013.     | Избор за бољи Београд и СПС—ПУПС—ЈС | 18. новембар 2013.                           | 50 дана                                      | в.д. као потпредседник Скупштине града | ДС                                  |
| 3. 2012—2014. (6.5.2012)          | /                       |                         | Синиша Мали (рођен 1972)        | 18. новембар 2013.      | 23. април 2014.                     | 156 дана                                     | председник Привременог органа града Београда | СНС                                    | СНС, СПС, ДСС и ДС                  |
| 4. 2014—2018. (16.3.2014)         | 4                       | 24. април 2014.         | Синиша Мали (рођен 1972)        | 28. мај 2018.           | 4 године, 34 дана                   | подено оставку                               | Будућност у коју верујемо и СПС—ПУПС—ЈС      | СНС                                    |                                     |
| 4. 2014—2018. (16.3.2014)         | /                       |                         | Андреја Младеновић (рођен 1975) | 28. мај 2018.           | 7. јун 2018.                        | 10 дана                                      | Будућност у коју верујемо и СПС—ПУПС—ЈС      | в.д. као заменик градоначелника        | СНС                                 |
| 5. 2018—2022. (4.3.2018)          | 5                       |                         | Зоран Радојичић (рођен 1963)    | 7. јун 2018.            | 20. јун 2022.                       | 4 године, 13 дана                            |                                              | Независан                              | Зато што волимо Београд и СПС—ЈС—ЗС |
| 6. 2022—2024. (3.4.2022)          | 6                       |                         | Александар Шапић (рођен 1978)   | 20. јун 2022.           | 30. октобар 2023.                   | 1 година, 132 дана                           | поднео оставку 29. септембра 2023.           | СНС                                    | Заједно можемо све и СПС—ЈС—ЗС      |
| 6. 2022—2024. (3.4.2022)          | /                       | 30. октобар 2023.       | Александар Шапић (рођен 1978)   | 21. јун 2024.           | 235 дана                            | председник Привременог органа града Београда | СНС, СПС, ССП и ЗЛФ                          | СНС                                    |                                     |
| 7. 2024— (17.12.2023; 2.6.2024)   | /                       | 24. јун 2024.           | Александар Шапић (рођен 1978)   | тренутно                | 1 година, 37 дана                   |                                              | Београд сутра                                | СНС                                    |                                     |